# Franz Ernst Neumann
Franz Ernst Neumann (n. 11 septembrie 1798, Joachimsthal, Brandenburg, Germania – d. 23 mai 1895, Königsberg, Prusia) a fost un mineralog, fizician și matematician german. A formulat teoria matematică a fenomenului de inducție electromagnetică.

## Legături externe
- O'Connor, John J.; Robertson, Edmund F., „Franz Ernst Neumann”, MacTutor History of Mathematics archive, University of St Andrews.
- Franz Ernst Neumann at the Mathematics Genealogy Project
- Primary sources on Neumann